# Championnats panaméricains de cyclisme sur route de 2023
Navigation
2022 2024
Les Championnats panaméricains de cyclisme sur route sont les championnats continentaux annuels de cyclisme sur route pour les pays membres de la Confédération panaméricaine de cyclisme. Ils sont organisés conjointement par la COPACI et la fédération panaméenne de cyclisme.
Il s'agit d'une des épreuves qualificatives pour les Jeux olympiques d'été de 2024. Les pays vainqueurs des courses en ligne élites, ainsi que les pays classés 2e sur celle-ci, se voient en effet attribuer automatiquement une place pour l'épreuve correspondante

## Podiums masculins
| Élites           |                     |                                  |                             |
| Course en ligne  | Pier-André Côté     | Nicolás Tivani                   | Charles-Étienne Chrétien    |
| Contre-la-montre | Walter Vargas       | Miguel Ángel López Kaden Hopkins | José Luis Rodríguez Aguilar |
| Espoirs          |                     |                                  |                             |
| Course en ligne  | Vicente Rojas       | Juan Pablo Sossa                 | William Colorado            |
| Contre-la-montre | Héctor Quintana     | Donovan Ramírez                  | José Juan Prieto            |
| Juniors          |                     |                                  |                             |
| Course en ligne  | Kevin Navas Paredes | Juan David Urián                 | Carlos Montes de Oca        |
| Contre-la-montre | Róbinson Rincón     | Diego Rojas                      | Ignacio Labrin              |

## Podiums féminins
| Élites           |                  |                 |                  |
| Course en ligne  | Skylar Schneider | Alison Jackson  | Catalina Soto    |
| Contre-la-montre | Amber Neben      | Aranza Villalón | Alison Jackson   |
| Juniors          |                  |                 |                  |
| Course en ligne  | Angie Londoño    | Juliana Londoño | Mayra Da Costa   |
| Contre-la-montre | Juliana Londoño  | Angie Londoño   | Javiera Mansilla |

## Déroulement des championnats

### 18 avril: le contre-la-montre féminin
La coureuse cycliste américaine Amber Neben remporte son quatrième titre de championne panaméricaine du contre-la-montre, cinq ans après son dernier succès dans cette épreuve.
| \| Classement général \| Classement général \| Classement général \| Classement général \| Classement général \| \| Coureuse \| Coureuse \| Pays \| Équipe \| Temps \| \| ------------------ \| -------------------- \| ------------------ \| ------------------ \| ------------------ \| \| 1re \| Amber Neben[1] \| États-Unis \| États-Unis \| 35 min 10 s \| \| 2e \| Aranza Villalón \| Chili \| Chili \| + 1 min 25 s \| \| 3e \| Alison Jackson \| Canada \| Canada \| + 2 min 12 s \| \| 4e \| Catalina Soto \| Chili \| Chili \| + 3 min 05 s \| \| 5e \| Agua Marina Espínola \| Paraguay \| Paraguay \| + 3 min 06 s \| \| 6e \| Teniel Campbell \| Trinité-et-Tobago \| Trinité-et-Tobago \| + 3 min 10 s \| \| 7e \| Diana Peñuela \| Colombie \| Colombie \| + 3 min 16 s \| \| 8e \| Lauren Stephens \| États-Unis \| États-Unis \| + 3 min 17 s \| \| 9e \| Marcela Hernández \| Colombie \| Colombie \| + 3 min 17 s \| \| 10e \| Andrea Ramírez \| Mexique \| Mexique \| + 3 min 25 s \| |                      |                   |                   |              |
| |                      |                   |                   |              |
| |                      |                   |                   |              |
| Classement général |                      |                   |                   |              |
| Coureuse | Coureuse             | Pays              | Équipe            | Temps        |
| 1re | Amber Neben          | États-Unis        | États-Unis        | 35 min 10 s  |
| 2e | Aranza Villalón      | Chili             | Chili             | + 1 min 25 s |
| 3e | Alison Jackson       | Canada            | Canada            | + 2 min 12 s |
| 4e | Catalina Soto        | Chili             | Chili             | + 3 min 05 s |
| 5e | Agua Marina Espínola | Paraguay          | Paraguay          | + 3 min 06 s |
| 6e | Teniel Campbell      | Trinité-et-Tobago | Trinité-et-Tobago | + 3 min 10 s |
| 7e | Diana Peñuela        | Colombie          | Colombie          | + 3 min 16 s |
| 8e | Lauren Stephens      | États-Unis        | États-Unis        | + 3 min 17 s |
| 9e | Marcela Hernández    | Colombie          | Colombie          | + 3 min 17 s |
| 10e | Andrea Ramírez       | Mexique           | Mexique           | + 3 min 25 s |

### 19 avril: le contre-la-montre Élite messieurs
Doublé colombien lors du contre-la-montre Élite messieurs. Walter Vargas prend le meilleur sur son compatriote (et coéquipier au sein du Team Medellín) Miguel Ángel López pour seulement une seconde. Il conquiert le titre de champion panaméricain du contre-la-montre pour la quatrième fois.
| \| Classement général \| Classement général \| Classement général \| Classement général \| Classement général \| \| Coureur \| Coureur \| Pays \| Équipe \| Temps \| \| ------------------ \| --------------------------- \| ------------------ \| ------------------ \| ------------------ \| \| 1er \| Walter Vargas[2] \| Colombie \| Colombie \| 47 min 57 s \| \| 2e \| Miguel Ángel López \| Colombie \| Colombie \| DQ \| \| 2e \| Kaden Hopkins \| Bermudes \| Bermudes \| + 2 min 06 s \| \| 3e \| José Luis Rodríguez Aguilar \| Chili \| Chili \| + 3 min 12 s \| \| 4e \| Eric Fagúndez \| Uruguay \| Uruguay \| + 3 min 28 s \| \| 5e \| Conor White \| Bermudes \| Bermudes \| + 3 min 45 s \| \| 6e \| Franklin Archibold \| Panama \| Panama \| + 4 min 26 s \| \| 7e \| Juan Pablo Dotti \| Argentine \| Argentine \| + 4 min 37 s \| \| 8e \| Santiago Montenegro \| Équateur \| Équateur \| + 4 min 37 s \| \| 9e \| Francis Juneau \| Canada \| Canada \| + 5 min 03 s \| \| 10e \| Joshua Kelly \| Barbade \| \| + 5 min 19 s \| |                             |           |           |              |
| |                             |           |           |              |
| |                             |           |           |              |
| Classement général |                             |           |           |              |
| Coureur | Coureur                     | Pays      | Équipe    | Temps        |
| 1er | Walter Vargas               | Colombie  | Colombie  | 47 min 57 s  |
| 2e | Miguel Ángel López          | Colombie  | Colombie  | DQ           |
| 2e | Kaden Hopkins               | Bermudes  | Bermudes  | + 2 min 06 s |
| 3e | José Luis Rodríguez Aguilar | Chili     | Chili     | + 3 min 12 s |
| 4e | Eric Fagúndez               | Uruguay   | Uruguay   | + 3 min 28 s |
| 5e | Conor White                 | Bermudes  | Bermudes  | + 3 min 45 s |
| 6e | Franklin Archibold          | Panama    | Panama    | + 4 min 26 s |
| 7e | Juan Pablo Dotti            | Argentine | Argentine | + 4 min 37 s |
| 8e | Santiago Montenegro         | Équateur  | Équateur  | + 4 min 37 s |
| 9e | Francis Juneau              | Canada    | Canada    | + 5 min 03 s |
| 10e | Joshua Kelly                | Barbade   |           | + 5 min 19 s |

### 22 avril: la course en ligne dames
La coureuse cycliste américaine Skylar Schneider remporte le titre de championne panaméricaine sur route à l'issue d'un sprint massif.
| \| Classement général \| Classement général \| Classement général \| Classement général \| Classement général \| \| Coureuse \| Coureuse \| Pays \| Équipe \| Temps \| \| ------------------ \| --------------------- \| ------------------ \| ------------------ \| ------------------ \| \| 1re \| Skylar Schneider[3] \| États-Unis \| États-Unis \| 2 h 48 min 08 s \| \| 2e \| Alison Jackson \| Canada \| Canada \| + 0 s \| \| 3e \| Catalina Soto \| Chili \| Chili \| + 0 s \| \| 4e \| Andrea Alzate \| Colombie \| Colombie \| + 0 s \| \| 5e \| Ana Vitória Magalhães \| Brésil \| Brésil \| + 0 s \| \| 6e \| Diana Peñuela \| Colombie \| Colombie \| + 0 s \| \| 7e \| Aranza Villalón \| Chili \| Chili \| + 0 s \| \| 8e \| Andrea Ramírez \| Mexique \| Mexique \| + 0 s \| |                       |            |            |                 |
| |                       |            |            |                 |
| |                       |            |            |                 |
| Classement général |                       |            |            |                 |
| Coureuse | Coureuse              | Pays       | Équipe     | Temps           |
| 1re | Skylar Schneider      | États-Unis | États-Unis | 2 h 48 min 08 s |
| 2e | Alison Jackson        | Canada     | Canada     | + 0 s           |
| 3e | Catalina Soto         | Chili      | Chili      | + 0 s           |
| 4e | Andrea Alzate         | Colombie   | Colombie   | + 0 s           |
| 5e | Ana Vitória Magalhães | Brésil     | Brésil     | + 0 s           |
| 6e | Diana Peñuela         | Colombie   | Colombie   | + 0 s           |
| 7e | Aranza Villalón       | Chili      | Chili      | + 0 s           |
| 8e | Andrea Ramírez        | Mexique    | Mexique    | + 0 s           |

### 23 avril: la course en ligne Élite messieurs
Premier Canadien lauréat depuis 2007 et Martin Gilbert, Pier-André Côté devient champion panaméricain sur route en réglant au sprint ses compagnons d'échappée.
| \| Classement général \| Classement général \| Classement général \| Classement général \| Classement général \| \| Coureur \| Coureur \| Pays \| Équipe \| Temps \| \| ------------------ \| ------------------------ \| ------------------ \| ------------------ \| ------------------ \| \| 1er \| Pier-André Côté[4] \| Canada \| Canada \| 4 h 47 min 53 s \| \| 2e \| Nicolás Tivani \| Argentine \| Argentine \| + 0 s \| \| 3e \| Charles-Étienne Chrétien \| Canada \| Canada \| + 0 s \| \| 4e \| Eric Fagúndez \| Uruguay \| Uruguay \| + 0 s \| \| 5e \| Byron Guamá \| Équateur \| Équateur \| + 0 s \| \| 6e \| Nícolas Sessler \| Brésil \| Brésil \| + 5 s \| \| 7e \| Daniel Bonilla \| Costa Rica \| Costa Rica \| + 10 s \| \| 8e \| Dorian Monterroso \| Guatemala \| Guatemala \| + 14 s \| \| 9e \| Cristian Egídio \| Brésil \| Brésil \| + 32 s \| \| 10e \| Julio Padilla \| Guatemala \| Guatemala \| + 32 s \| |                          |            |            |                 |
| |                          |            |            |                 |
| |                          |            |            |                 |
| Classement général |                          |            |            |                 |
| Coureur | Coureur                  | Pays       | Équipe     | Temps           |
| 1er | Pier-André Côté          | Canada     | Canada     | 4 h 47 min 53 s |
| 2e | Nicolás Tivani           | Argentine  | Argentine  | + 0 s           |
| 3e | Charles-Étienne Chrétien | Canada     | Canada     | + 0 s           |
| 4e | Eric Fagúndez            | Uruguay    | Uruguay    | + 0 s           |
| 5e | Byron Guamá              | Équateur   | Équateur   | + 0 s           |
| 6e | Nícolas Sessler          | Brésil     | Brésil     | + 5 s           |
| 7e | Daniel Bonilla           | Costa Rica | Costa Rica | + 10 s          |
| 8e | Dorian Monterroso        | Guatemala  | Guatemala  | + 14 s          |
| 9e | Cristian Egídio          | Brésil     | Brésil     | + 32 s          |
| 10e | Julio Padilla            | Guatemala  | Guatemala  | + 32 s          |

## Tableau des médailles
| Rang  | Nation     | Or | Argent | Bronze | Total |
| ----- | ---------- | -- | ------ | ------ | ----- |
| 1     | Colombie   | 4  | 4      | 1      | 9     |
| 2     | Chili      | 2  | 2      | 4      | 8     |
| 3     | États-Unis | 2  | 0      | 0      | 2     |
| 4     | Canada     | 1  | 1      | 2      | 4     |
| 5     | Équateur   | 1  | 0      | 0      | 1     |
| 6     | Argentine  | 0  | 1      | 0      | 1     |
| 6     | Bermudes   | 0  | 1      | 0      | 1     |
| 6     | Costa Rica | 0  | 1      | 0      | 1     |
| 9     | Brésil     | 0  | 0      | 1      | 1     |
| 9     | Mexique    | 0  | 0      | 1      | 1     |
| 9     | Cuba       | 0  | 0      | 1      | 1     |
| Total | Total      | 10 | 10     | 10     | 30    |